# Адмиралтейский собор

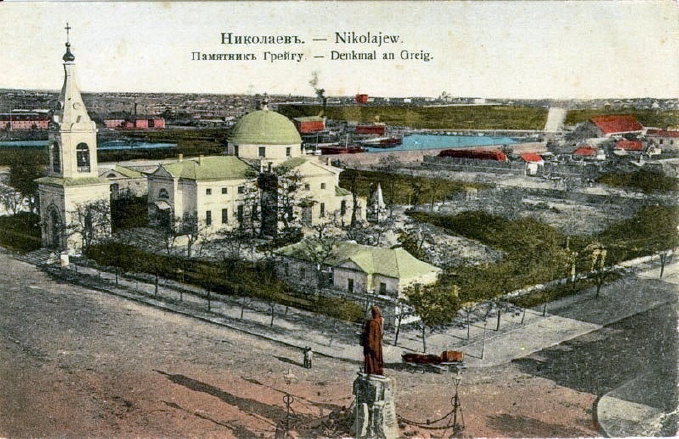
Адмиралтейский собор на почтовой открытке начала XX века

Адмиралтейский собор (Собор святого Григория Великой Армении) — православный храм, существовавший в Николаеве с XVIII по XX век.

## История
По распоряжению основателя Николаева князя Григория Потёмкина в 1789 году на высоком левом берегу реки Ингул была заложена каменная церковь. В следующем году началось её строительство на средства городской казны.
Строительство собора осуществлялось по проекту архитектора Ивана Старова, по образцу Андрианопольского храма, но в уменьшенном виде. Исполнителем работ был каменных дел мастер Антон Вектон. Наблюдали за строительством архитектор Викентий Ванрезант и инженер Иван Князев. Для росписи иконостаса Григорий Потёмкин пригласил художников из Италии.
В 1794 году церковь была построена и 30 октября состоялось её освящение во имя Святого Мученика Григория Великой Армении (его имя носил князь Потёмкин).
Храм был построен  из тёсаного известняка. Длина его с востока на запад составляла 42,6 метра, а ширина — 17 метров. Купол был покрыт оцинкованным железом и окрашен в серый цвет. На куполе и над алтарём были установлены два медных позолоченных креста.
После смерти императрицы Екатерины II, 7 января 1798 года, согласно указу императора Павла I церковь была переименована в Адмиралтейский собор.
В 1830 году к северу от собора была построена временная деревянная колокольня. В 1844 году военный губернатор Николаева адмирал Михаил Лазарев обратился за разрешением на строительство новой колокольни. Настоятель храма протоиерей Волошанский и церковный староста Иванов дали согласие на проект и место строительства.
В 1865 году построили новую каменную колокольню по проекту архитектора Опацкого. Она была выше предыдущей на 3 сажени и 1 аршин, а всего высота с крышей составила 7 саженей и 1 аршин. Построена колокольня была с западной стороны собора напротив входа в храм.
В 1866—1867 годах была проведена генеральная реконструкция собора.
В 1923 году храм был передан украинской общине. Вплоть до 1929 года в нём действовал Украинский кафедральный собор.
Поскольку собор находился рядом со зданием городской управы, где размещались окружком и горисполком, новая власть начала ходатайствовать о закрытии собора. Была создана правительственная архитектурно-строительная комиссия. В октябре 1928 года комиссия обследовала собор и установила, что он находится в хорошем состоянии и является памятником «редкой строительной техники конца XVIII столетия».
Постановлением ВУЦИК от 10 июня 1929 года здание Адмиралтейского собора было передано Республиканской инспекции по охране памятников культуры для использования в качестве музея. Решением Николаевского горисполкома Адмиралтейский собор был передан Николаевскому историко-археологическому музею. Несмотря на просьбу руководства музея оставить в качестве экспонатов для музейной экспозиции церковную собственность, музею досталось лишь разграбленное помещение. В бывший собор были перенесены военно-морской отдел и уголок культуры.
4 января 1930 года руководством историко-археологического музея были сданы в металлолом медь с Адмиралтейского собора весом 334 кг. 300 кг чистой меди отправили в Москву для снятия позолоты (очевидно это были купольные кресты).
Однако горисполком продолжал настаивать на разрушении теперь уже колокольни, поскольку своим звоном она мешала работе государственных учреждений. 17 февраля 1930 года бюро Украинского комитета охраны памятников культуры дало разрешение на разборку. Колокольню разобрали, колокола сдали в Рудметаллторг.
В 1937 году собор был взорван динамитом.

## Колокола
Первый большой колокол был отлит весом 332 пуда 5 фунтов и на нём была надпись: «1791 г. во второе лето от начала города Николаева отлитый по указу князя Потемкина в городе Херсоне у секунд-майора Стругальщикова, отлил мастер Крюков».
В 1864 году по приказу военного губернатора Николаев Богдана фон Глазенапа треснувший большой колокол было заново отлит в Николаевском порту. На нём была надпись: «Николаев 1865 г. отлил мастер Исаков». Вес его составлял 356 пудов 21 фунт (5700 кг).
Кроме большого, колокольня собора имела ещё 6 колоколов:
- поминальный — 178 пудов 14 фунтов;
- субботний — 108 пудов 38 фунтов;
- повседневный — 60 пудов 30 фунтов;
- малый — 12 пудов 38 фунтов;
- малый — 6 пудов 32 фунта;
- малый — 2 пуда 35 фунтов.

В 1930 году все колокола из Адмиралтейского собора были сняты и сданы в металлолом.

## Соборные реликвии
После смерти князя Григория Потёмкина 5 октября 1791 года по его завещанию из домовой церкви в Яссах были переданы в собор:
- восьмиконечный золотой крест с мощами 13 святых, украшенный жемчугом и драгоценными камнями (сделанный в правление царя Михаила Федоровича в 1628 году);
- восьмиконечный серебряный крест времён царя Фёдора Алексеевича (1679);
- Евангелие, инкрустированное золотом, по углам — серебряные звезды, драгоценные камни;
- Книга деяний апостолов.

С 1855 года в соборе хранились:
- 23 турецких флага и знака, захваченные русским корпусом генерала Муравьёва под Карсом 17 сентября 1855 года;
- 13 Георгиевских знамён бывших Черноморских флотских экипажей;
- 13 знамён бывших ластовых экипажей, участвовавших в Крымской войне.

В 1877 году команда канонерской лодки «Великий князь Николай» под командованием старшего лейтенанта А. В. Дубасова в память о войне с турками подарила Адмиралтейском собору икону Святого Николая Чудотворца.
В 1908 году монахи Афона прислали в подарок Адмиралтейскому собору икону Святого Великомученика Георгия Победоносца.
Кроме того в соборе хранились три Евангелия в серебряно-позолоченной оправе (два 1766 года и один 1784 года) и серебряно-позолоченный потир 1763 года.
Вне церкви, у алтаря, находился надгробный обелиск на могиле строителя города Николаева Михаила Фалеева, умершего в 1791 году.